# Venaticosuchus
Venaticosuchus is een geslacht van pseudosuchische reptielen, behorende tot de Ornithosuchidae, dat tijdens het Laat-Trias leefde in het gebied van het huidige Argentinië.

## Vondst en naamgeving
Begin jaren zestig werd door José Fernando Bonaparte een vindplaats van fossielen ontdekt in de Hoyada del Cerro Las Lajas, in de provincie La Rioja. In 1962 werden daar onder andere het typespecimen van Pisanosaurus aangetroffen en een skelet van Trialestes. Onder de vondsten was ook een skelet van een ornithosuchide dat vrij haastig werd geprepareerd.
In 1970 kwam Bonaparte tot de conclusie dat dit skelet afweek van een andere ornithosuchide die hij in 1967 benoemd had als Riojasuchus. Hij benoemde daarom de typesoort Venaticosuchus rusconii. De geslachtsnaam is een combinatie van het Latijn venaticus, 'jagend', en de Griekse naam voor de Egyptische krokodillengod, Souchos, die in de gelatiniseerde vorm suchus vaak gebruikt wordt als achtervoegsel in de namen van krokodilachtigen. De soortaanduiding eert de Argentijnse paleontoloog Carlos Rusconi Sassi die in 1969 overleden was. De publicatie werd feitelijk gedrukt in 1971 wat de naam pas geldig maakte en sommige bronnen vermelden die daarom als een Venaticosuchus rusconii Bonaparte 1971.

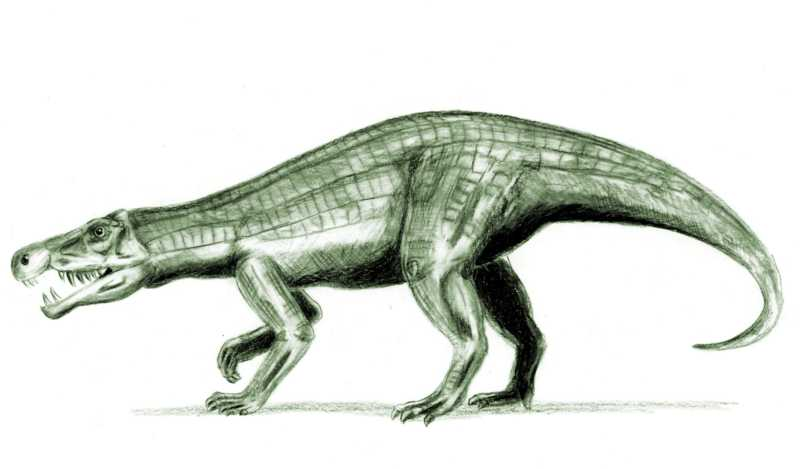
Een tekening gebaseerd op Bonaparte (1970)

Het holotype PVL 2578 is gevonden in een laag van de middelste Ischigualastoformatie die de Carnien-Norien- grens overspant en ergens tussen 231 en 225,9 miljoen jaar oud is. Het bestaat uit een gedeeltelijk skelet met schedel en onderkaken. Van de schedel ontbreekt grotendeels de bovenzijde. Bonaparte meldde in 1970 naast de schedel ook de aanwezigheid van een gedeeltelijke voorpoot en een pantserplaat. In 2014 beschreef María Belén Von Baczko de soort opnieuw maar de poot en osteoderm bleken zoek en ze kon alleen de linkerzijde van de achterkant van de kop vinden. In 2018 meldde ze delen van de rechterzijde van de achterkant van de schedel en de rechteronderkaak, waaronder het quadratojugale, te hebben teruggevonden in een studie van de musculatuur van de kop.

## Beschrijving

### Grootte en onderscheidende kenmerken

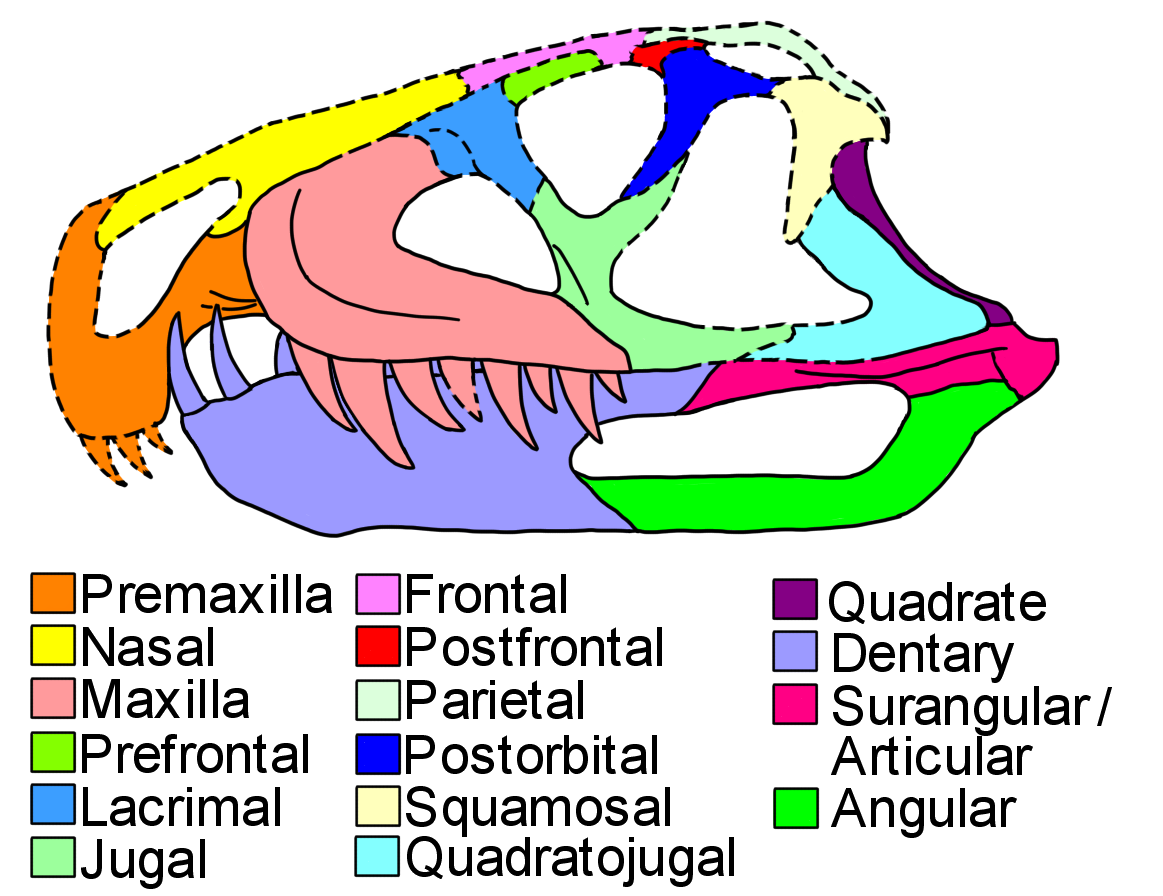
Diagram van de schedelelementen

De schedel heeft een lengte van ongeveer zesentwintig centimeter. Von Baczko leidde daar in 2014 uit af dat de lichaamslengte een kleine twee meter bedroeg, gelijk aan die van de twee andere bekende ornithosuchiden.
Bonaparte gaf in 1970 een diagnose waarin hij drie onderscheidende kenmerken voorstelde: langere tanden dan bij Riojasuchus, hogere onderkaken en een sterker ingesnoerde snuit. Von Baczko wees er in 2014 op dat de tanden in het holotype van Riojasuchus waren afgebroken, dat de onderkaken niet significant hoger waren en dat de snuit van het holotype van Venaticosuchus flink gekraakt was en met veel lijm weer in elkaar gezet zodat de mate van insnoering niet meer betrouwbaar viel vast te stellen.
In 2014 stelde Von Baczko één autapomorfie, unieke afgeleide eigenschap, vast. Er bevindt zich geen foramen surangulare in de onderkaak.
Daarnaast is er een unieke combinatie van drie op zich niet unieke kenmerken waarin Venaticosuchus zich van alle andere Pseudosuchia onderscheidt. Bij het dentarium is de bovenrand van het voorste uiteinde naar boven verbreed. In de hersenpan steken de processus basipterygoidei naar beneden uit. Het articulare heeft geen foramen op de binnenzijde.
Venaticosuchus deelt drie kenmerken met Riojasuchus waarin ze beide verschillen met Ornithosuchus. De voorrand van de fenestra antorbitalis vormt een punt. Een Y-vormige bovenste uitsteeksel van het jukbeen scheidt de fenestra antorbitalis van het onderste slaapvenster (bij Ornithosuchus hebben de samen V-vormige opgaande takken die de onderste punt van de oogkas omvatten geen gezamenlijk voetstuk). Het buitenste zijvenster van de onderkaak is, relatief tot de totale lengte van de kaak, groter.

### Skelet
De schedel is kort en hoog met een driehoekig profiel in zijaanzicht. Het aantal tanden in de praemaxilla is onbekend maar verwanten hebben er twee. Tussen de tandenrijen van praemaxilla en bovenkaaksbeen, ofwel maxilla, bevindt zich een hiaat of diasteem. Een eigenaardigheid gedeeld met Riojasuchus is dat de voorste tak van het bovenkaaksbeen bol naar voren en beneden in de inkeping uitsteekt, iets wat van geen enkele andere archosauriër bekend is. De uitholling rond de vooraan puntige fenestra antorbitalis beslaat slechts twee derde van de bovenkant van de onderliggende tak. De uitholling is glad. Het bovenkaaksbeen draagt acht tanden. De tweede tand is bijna tweemaal langer dan de overige. De tanden staan schuin naar achteren maar de extreme helling aan de rechterzijde is vermoedelijk het gevolg van vervorming want is aan de linkerzijde niet aanwezig. De tanden zijn dolkvormig en afgeplat met kartelingen aan beide snijranden. Een eigenaardigheid, afwijkend van Riojasuchus en Ornithosuchus, is dat de achterrand sterker afgeplat is dan de voorrand zodat de tand een druppelvormige doorsnede krijgt. Het is niet duidelijk of er ondersteunende interdentaalplaten zijn. Dat de opgaande takken van het jukbeen volgens Baczko samen een Y vormen is afwijkend van de interpretatie van Bonaparte die er een meer conventionele V in zag. De zone is überhaupt slecht geconserveerd: een complete Y is aan geen van beide zijden aanwezig. Het voetstuk van de Y scheidt de twee grote schedelopeningen; er loopt een richel over van boven en achteren naar voren en beneden, welke de uitholling rond het onderste slaapvenster begrenst. Het quadratojugale is glad, zonder ornamentering aan de buitenzijde, anders dan bij Ornithosuchus. Het quadratum heeft geen kam op de achterzijde.
Een natuurlijk afgietsel van de neusholte maakt het mogelijk de positie van de voorste reuklobben van de hersenen te bepalen. Ze zijn duidelijk van elkaar gescheiden en bevinden zich net voor de oogkassen, wat meer naar achteren is dan bij Riojasuchus. Op de onderste hersenpan maken de tubera basilaria, de uitsteeksels waarmee de musculi recti capitis anteriores het hoofd doen knikken, een hoek van zestig graden met de voorliggende processus basipterygoidei wat een relatief smalle inkeping oplevert. De processus basipterygoidei steken naar beneden uit en zijn halfcirkelvormig. Ze zijn minder afgeplat aan de basis dan die van Riojasuchus die ruitvormig zijn. De groeve tussen deze afhangende uitsteeksels is relatief breed, tweemaal wijder dan hoog.
Het verhemelte draagt geen tanden. Het ectopterygoïde is achteraan rond en steekt verder uit dan bij Riojasuchus.
De onderkaak is 4,2 maal langer dan hoog wat relatief robuust is. Het buitenste zijvenster is ovaal en groter dan bij Ornithosuchus, 3,5 maal langer dan hoog. Het aantal tanden van het dentarium van de onderkaak was in 2014 niet vaststelbaar. Wel ontbrak duidelijk een kleinere voorste tand. Riojasuchus miste die volgens de studie uit 2014 ook en Von Baczko zag dat als een gedeeld onderscheid met Ornithosuchus maar somde het kenmerk niet op in de diagnose. In 2018 meldde ze wel een kleine tand bij Riojasuchus. Het dentarium is naar boven verbreed bij de twee grotere voorste tanden. Deze tanden zijn 2,5 maal langer dan de achterliggende en steken uit in het diasteem. Ze zijn ook kegelvormig, zonder gekartelde snijranden. De derde tand is kleiner: achterliggende dentaire tanden hebben de gewone dolkvorm van de maxillaire tanden. Het surangulare had volgens de herbeschrijving uit 2014 geen buitenste horizontale richel; in 2018 kon echter gemeld worden dat die aan de rechterzijde toch te zien was. De buitenste zijde wordt ook niet doorboord door een foramen. De volledige onderrand van het buitenste zijvenster wordt gevormd door het angulare. Het achterste buitenste deel van het angulare toont evenwijdige groeven, een mogelijk uniek kenmerk. Anders dan bij Ornithosuchus bereikt het prearticulare de onderrand van de kaak niet. Een ander verschil is dat aan de onderrand van het binnenste zijvenster een uitsteeksel haaks naar binnen uitsteekt. Dit is breed van voor naar achter, heeft afgeronde randen en een licht holle bovenzijde. Het retroarticulair uitsteeksel van het articulare, waarmee de muil geopend wordt, is relatief kort.

## Fylogenie
Venaticosuchus werd in 1970 in de Ornithosuchidae geplaatst. In 2014 had een analyse door Von Baczko tot uitkomst dat Venaticosuchus en Riojasuchus zustersoorten waren.

## Levenswijze
Von Baczko concludeerde in 2018 dat Venaticosuchus een aaseter was omdat het voorste gedeelte van de snuit te zwak zou zijn om een spartelende prooi vast te houden. Dit contrasteert met eerdere interpretaties van ornithosuchiden als snelle jagers. Venaticosuchus zou een krachtiger beet gehad hebben dan de andere ornithosuchiden, voornamelijk ten gevolge van de korte en hoge schedel. De grootste kracht zou uitgeoefend zijn bij de lange voorste maxillaire tanden. Bij het sluiten van de muil is de beweging daarvan geringer omdat ze meer achter in de kop staan. Dat maakt de beet dus langzamer. Die korte afstand leidt echter tot een grotere hefboomwerking en de beet was dus ook duidelijk krachtiger dan bij andere Pseudosuchia. Dit effect werd versterkt door de vergrote hefboomwerking ten gevolge van een hoog surangulare en de algehele robuustheid van de onderkaak.
In 2014 werd gesteld dat allerlei afwijkingen aan de linkerzijde van de schedel niet gevolg waren van vervormingen van het fossiel of beschadigingen tijdens het bergen dan wel prepareren maar van een grote infectie tijdens het leven van het dier.